# 退養寺

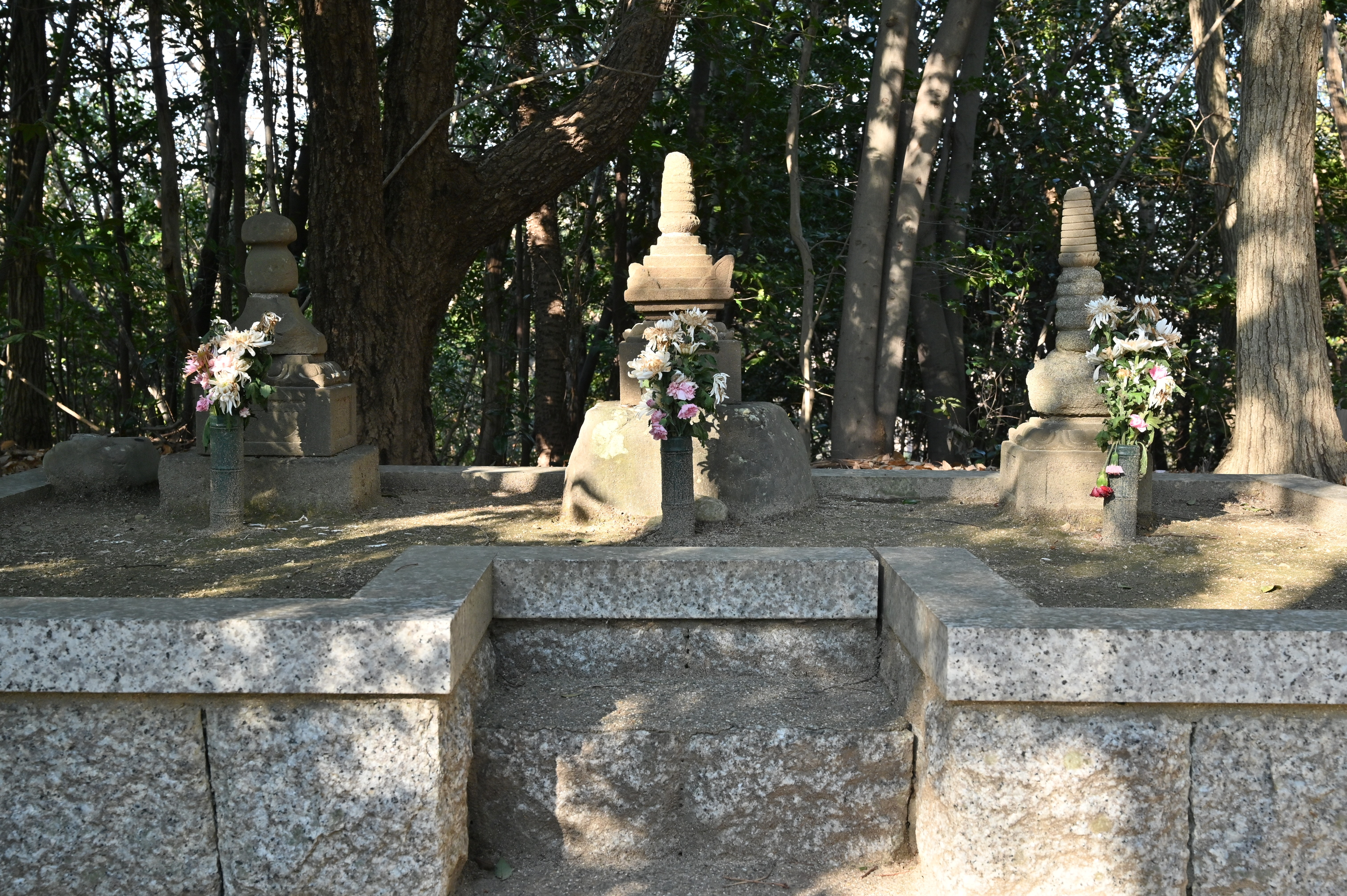
水野良春の墓

退養寺(たいようじ)は愛知県尾張旭市新居町にある臨済宗妙心寺派の寺院。山号は安生山。本尊は釈迦牟尼仏。定光寺に属する。

## 概要
応安元年(1368年)、新居村領主水野良春が弟の報恩陽を定光寺から招聘し、開基。水野良春は応安七年(1374年)に没し、当寺に葬られる。その後いく度も火災に見舞われ、現在はコンクリート造りの本堂になっている。寺域内には水野良春の墓や、厄除弘法大師がある。

## 厄除弘法大師
退養寺の東隣に建つ高さ10メートルほどの巨大な弘法大師像。愛宕大師とも。浅野祥雲作。昭和6年（1931年）に瀬戸電気鉄道が鉄道利用者の増加を狙って観光用に作ったもの。

## 所在地
愛知県尾張旭市新居町寺田2956

## 交通アクセス
名鉄瀬戸線尾張旭駅から徒歩10分

## 近辺の名所施設
- 新居城